# 祈州漏卢属
祈州漏卢属（学名：Rhaponticum）是菊科下的一个属，为多年生草本植物。该属共有约20种，分布于欧洲至亚洲。